# Étoile Football Club
Maillots
Dernière mise à jour : 17 février 2010.
L'Étoile Football Club (en chinois : 明星足球俱乐部, et en tamoul : ஸ்டார் கால்பந்து கிளப்), plus couramment abrégé en Étoile FC, est un club singapourien de football fondé en 2010 et basé à Singapour.
Le club joue au Queenstown Stadium depuis sa création, situé à Singapour, qui contient 3 800 places.
Le club est actuellement présidé par Johan Gouttefangeas et entraîné par Guglielmo Arena.  La Société générale  est le sponsor de ce club. 

## Histoire
Cette équipe est composée de joueurs francophones qui ont fréquenté différents club allant de la Ligue 2 au CFA2. La détection pour sélectionner les futurs joueurs du club s'est faite à Avignon. Des joueurs français pour certains sans club, mais qui ont évolué en Ligue 2, National, CFA et CFA2 signent dans ce tout nouveau club. 
Le 12 février 2010, le club s'impose pour la première fois de son histoire face au Beijing Guoan grâce à un but de Flavien Michelini devant 2 500 spectateurs. À l'issue de la saison, le club remporte le championnat et la Coupe de la Ligue.
En 2011, le FC Étoile ne confirme pas les bons résultats de la saison précédente. Le club subit la même année plusieurs enquêtes de la part du monde professionnel français et des administrations françaises dénotant que la plupart des joueurs français évoluant dans ce championnat étranger n'avait pas déclaré leur départ à l'administration. 
En 2012, le club de l'Étoile perd sa licence et le droit de participer à la S League de Singapour. Aujourd'hui, seules les équipes de très jeunes joueurs amateurs au travers d'une académie privée subsistent.

## Palmarès
| Compétitions nationales                                                                                         |
| --- |
| - Championnat de Singapour (1) : - Vainqueur : 2010. - Coupe de la Ligue de Singapour (1) : - Vainqueur : 2010. |

## Personnalités du club

### Présidents du club
- Johan Gouttefangeas (2010 - ?)
- Hicham Moudden

### Entraîneurs du club
- Patrick Vallée (février 2010 - décembre 2010)
- Guglielmo Arena (janvier 2011 - 2011)
- Sebastien Corominas